# Diphyus inflatus
Diphyus inflatus là một loài tò vò trong họ Ichneumonidae.